# سلم كوغ
سلم كوغ لتطور المجموعات هو نموذج طور في شركة بروكتر وغامبل عام 1972 لمساعدة المديرين في تحسين فعالية انتاجية مجموعات العمل. الفكرة الأساسية هي تعديل وتطبيق لأفكار بروس تاكمان حول تطور الجماعة لتلائم مجموعات العمل. بالنسبة لهذا النموذج، تطور فرق العمل يمر بخمس مراحل تصاعدية، أو عتبات، ضرورية لنجاع الفريق بتحقيق أهدافه.Malthus, T. R., & Mandal, B. N. (2008). The Principle of 
يطبق هذا النموذج حاليا في أكاديمية الولايات المتحدة للبحرية وأكاديمية الولايات المتحدة للقوى الجوية.

## التسمية
سلم كوغ مستصاغ من مصطلح Cog's Ladder الإنكليزي. كان جورج شارييه أول من استعملها كدلالة على العتبات التي يجب خطوها واحدة تلو الأخرى للوصول إلى الأعلى، تماما كما تصعد درجات السلم. يمكن استعمال مصطلحات عربية أخرى مثل «عتبات نجاح فرص العمل» أو «سلم نجاح الجماعة» أو أي ترجمة أخرى مناسبة.

## المراحل
- مرحلة التهذيب: هي مرحلة تمهيدية حيث يسعى الأعضاء للتعرف على بعضهم والإحاطة بخبرات بعضهم البعض. خلال هذه المرحلة، يتم وضع أسس هيكل المجموعة ويعتمد بشكل عام على التفاعل الاجتماعي المهذب. تكون جميع الأفكار المطروحة بسيطة، كما يتجنب جميع الأعضاء الجدل وبنفس الوقت لا يتم الكشف عن كل مل يختمره الأعضاء وخاصة كشف الذات. يتم إصدار الأحكام الشخصية حول بقية الأعضاء الآخرين مما يحدد نغمة التعامل مع بقية الزملاء لبقية فترة العمل معا.
- مرحلة «لماذا نحن هنا»؟: في هذه المرحلة، يحاول الأعضاء فهم الأسباب التي جمعتهم معا وبخاصة الأهاف المطلوب تحقيقها. على قائد أو ميسر المجموعة أن يضع قواعد اللجنة ويحدد أجندة العمل. وهنا تتلاشى الحاجة الفردية وإثبات الذات ويصبح التركيز على روحية الفريق وأهدافه. وعادة ما تنمو عصبة الجماعة ويشعر الأعضاء بالانتماء للمجموعة كأعضاء في فريق واحد.
- مرحلة عرض القوة: يظهر في هذه المرحلة شد العضل في محاولة لإثبات تفوق وجهات النظر الشخصية وتمرير الأفكار ومحاولة إقناع الأخرين بجدوى المنحى. وعادة ما ينخفض عدد الأفراد الطامحين للقيادة. ومن الملاحظ صمت الأفراد الذين ساهموا في مجادلات المرحلتين السابقتين لعدم الخوض في معارك السلطة. في أكثر الأحيان، فإن التفاعلات خلال هذه المرحلة لا تنتج الحلول المثلى. لذا، تتطلب هذه المرحلة الكثير من الثبات والصبر.
- مرحلة التعاون: في هذه المرحلة، يستبدل تحقيق مصالح الذات بروحية العمل كفريق إذ يقتنع الأفراد بوجود العديد من التوجهات والأفكار المختلفة بين الأفرقاء. عادة ما يبدا الحلول الخلاقة بالظهور، وبالتالي، ترتفع فعالية ومنتوجية المجموعة. يعتبر أي فرد جديد ينضم إليهم دخيلاً وقد يواجه مقاومة مما يستدعي المرور بالمراحل السابقة من جديد.
- مرحلة الحيوية: من علامات هذه المرحلة تأصل القبول المتبادل مع ثبات الترابط والشعور بالحيوية المنتجة. عندها يبدأ بظهور أفضل الأعمال والنتائج الفعالة. والجدير ذكره أنه من الممكن عدم الوصول إلى هذه المرحلة وأن المرور بالمراحل الأربع السابقة ضرورية للحصول على إنتاجية وتعاون مثاليين.

## مقارنة
سلم كوغ يشابه نموذج تاكمان تقريبا إلا أنه يضيف مرحلة «لماذا نحن هنا»؟

## اقرأ أيضا
- كيانية
- تعاون
- تضافر
- ميسر
- سلوكية الجماعة
- نرجسية جماعية
- العلاقات بين الأشخاص
- إجراءات صيانة
- مناخ المنظمة
- تجانس خارج المجموعة
- تنزيل قرار
- تواصل المجموعات الصغيرة
- ضبط اجتماعي
- تعلم يعتمد على الفريق
- دينامية الجماعة